# Cacabelos
Cacabelos est une ville et une commune espagnole (municipio) de la comarque de El Bierzo, dans la province de León, communauté autonome de Castille-et-León, au nord-ouest de l'Espagne. La ville est le chef-lieu du municipio.
La ville de Cacabelos est une halte sur le Camino francés du Pèlerinage de Saint-Jacques-de-Compostelle.

## Histoire

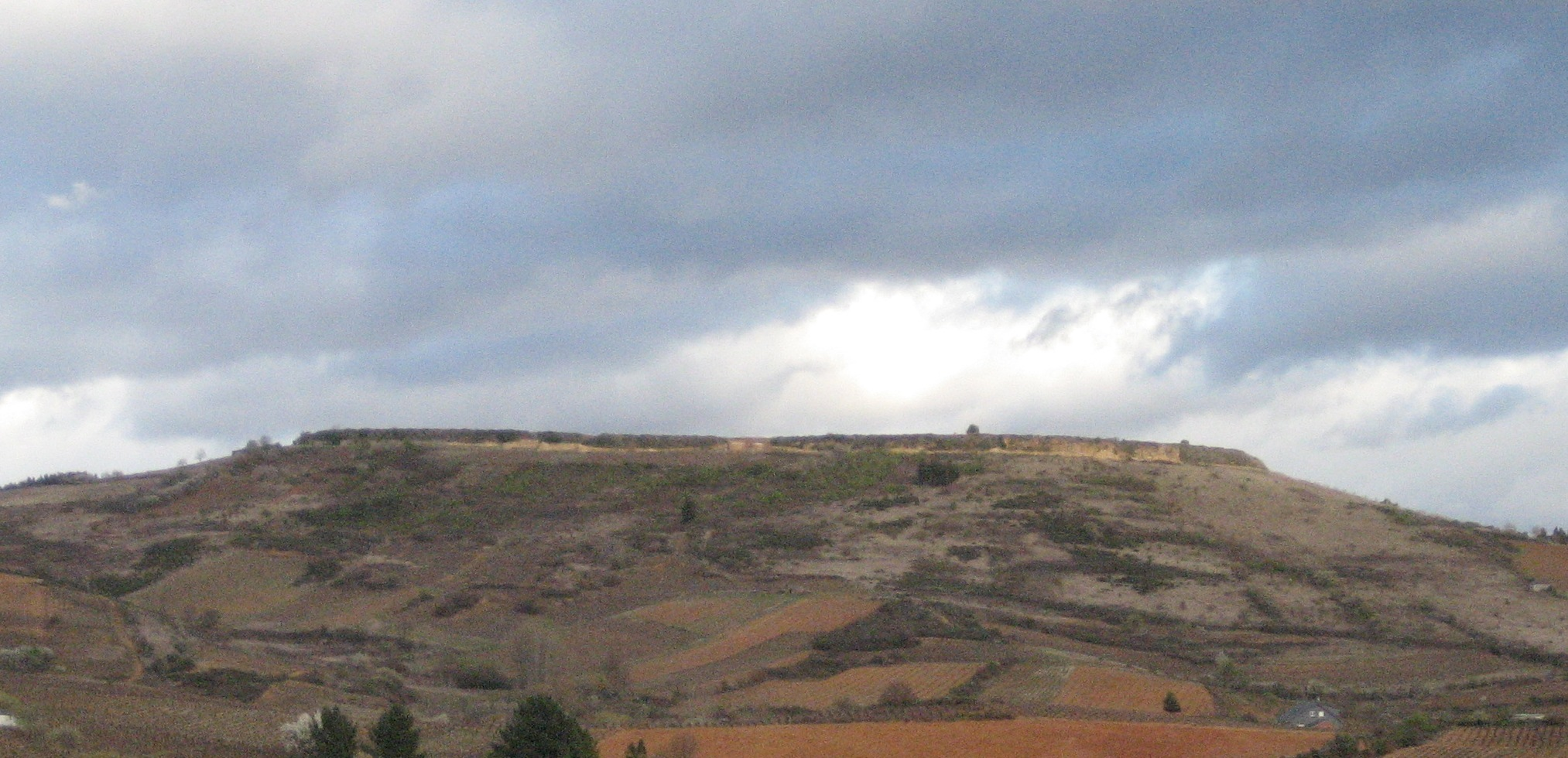
Castro Bergidum, site archéologique.

### Préhistoire
Les premiers vestiges trouvés dans la région de Cacabelos remontent au paléolithique. Ce sont des artefacts en pierre taillée, retrouvés sur les terrasses bordant la Cúa.
Il faut ensuite attendre l'âge du bronze et le second âge du fer pour trouver des restes abondants, en métal en céramique, de la culture des Castros, bien représentés notamment sur le gisement archéologique de Castro Bergidum (es) que signalait déjà l'historien romain Florus.

### Époque contemporaine
Le 3 janvier 1809, le village est le siège d'un combat entre les armées françaises et anglaises dans le cadre de la guerre d'Espagne. Le général napoléonien Auguste François-Marie de Colbert-Chabanais qui harcèle l'armée du général Moore en repli sur Cadix tombe sur une embuscade de riflemen après avoir franchi le pont de Cacabelos. Il est tué d'une balle en plein front par le tireur britannique Thomas Plunkett ce jour-là. Pour lui rendre hommage, l'Empereur avait prévu de lui ériger une statue sur une pile du pont de la Concorde avec celles d'autres généraux morts au combat mais la fin de l'Empire a amené l'abandon du projet.

## Géographie

### Localités voisines
| Arborbuena (es) (municipio de Cacabelos)                             | Quilós (es) (municipio de Cacabelos)                                 | Magaz de Arriba (es) (municipio de Arganza)                    |
| Pieros (municipio de Cacabelos)                                      | Cacabelos                                                            | Magaz de Abajo (es) (municipio de Camponaraya)                 |
| Iglesia del Campo et Sorribas (es) (municipio de Toral de los Vados) | San Juan et Carracedo del Monasterio (es) (municipio de Carracedelo) | Narayola et Camponaraya (chef-lieu) (municipio de Camponaraya) |

### Communes limitrophes
| Villafranca del Bierzo | Villafranca del Bierzo, Vega de Espinareda et Arganza                  | Arganza     |
| Villafranca del Bierzo | Cacabelos                                                              | Arganza     |
| Villafranca del Bierzo | Camponaraya, Carracedelo, Toral de los Vados et Villafranca del Bierzo | Camponaraya |

## Démographie
| 2000  | 2001  | 2002  | 2003  | 2004  | 2005  | 2006  | 2007  | 2008  | 2009  | 2010  |
| ----- | ----- | ----- | ----- | ----- | ----- | ----- | ----- | ----- | ----- | ----- |
| 3 784 | 3 776 | 3 748 | 3 935 | 3 991 | 4 155 | 4 160 | 4 303 | 4 439 | 4 512 | 4 485 |

## Divisions administratives
Le municipio regroupe les localités suivantes :
- Cacabelos (chef-lieu),
- Arborbuena (es)
- Pieros
- Quilós (es)
- San Clemente (es)
- Villabuena (es)

## Culture et patrimoine

### Pèlerinage de Compostelle
Par le Camino francés du Pèlerinage de Saint-Jacques-de-Compostelle, le chemin vient de la localité de Camponaraya, dans le municipio du même nom.
La prochaine halte est la localité de Pieros dans le municipio de Cacabelos.

### Jumelage
La ville de Cacabelos participe à l'initiative de jumelage promue notamment par l'Union européenne. À ce titre, elle a établi des liens avec la localité suivante :
|                     | Pays   | Localité     |
| Drapeau de l'Italie | Italie | Torano Nuovo |
| ------------------- | ------ | ------------ |

### Personnages célèbres
- Auguste François-Marie, baron de Colbert (1777-1809), général d'Empire, y fut tué d'une balle en plein front lors d'une charge.

## Sources et références
- (es) Cet article est partiellement ou en totalité issu de l’article de Wikipédia en espagnol intitulé « Cacabelos » (voir la liste des auteurs).
- (fr) Grégoire, J.-Y. & Laborde-Balen, L. , « Le Chemin de Saint-Jacques en Espagne - De Saint-Jean-Pied-de-Port à Compostelle - Guide pratique du pèlerin », Rando Éditions, mars 2006,  (ISBN 2-84182-224-9)
- (fr)« Camino de Santiago St-Jean-Pied-de-Port - Santiago de Compostela », Michelin et Cie, Manufacture Française des Pneumatiques Michelin, Paris, 2009,  (ISBN 978-2-06-714805-5)
- (fr)« Le Chemin de Saint-Jacques Carte Routière », Junta de Castilla y León, Editorial

1. ↑  (es) /www.la-cronica.net Las ciudades hermanas de Cacabelos y Torano Nuovo celebran el segundo intercambio de escolares (article du 14 juillet 2009 ; consulté le 16 mars 2013).